# Azzedine Alaïa

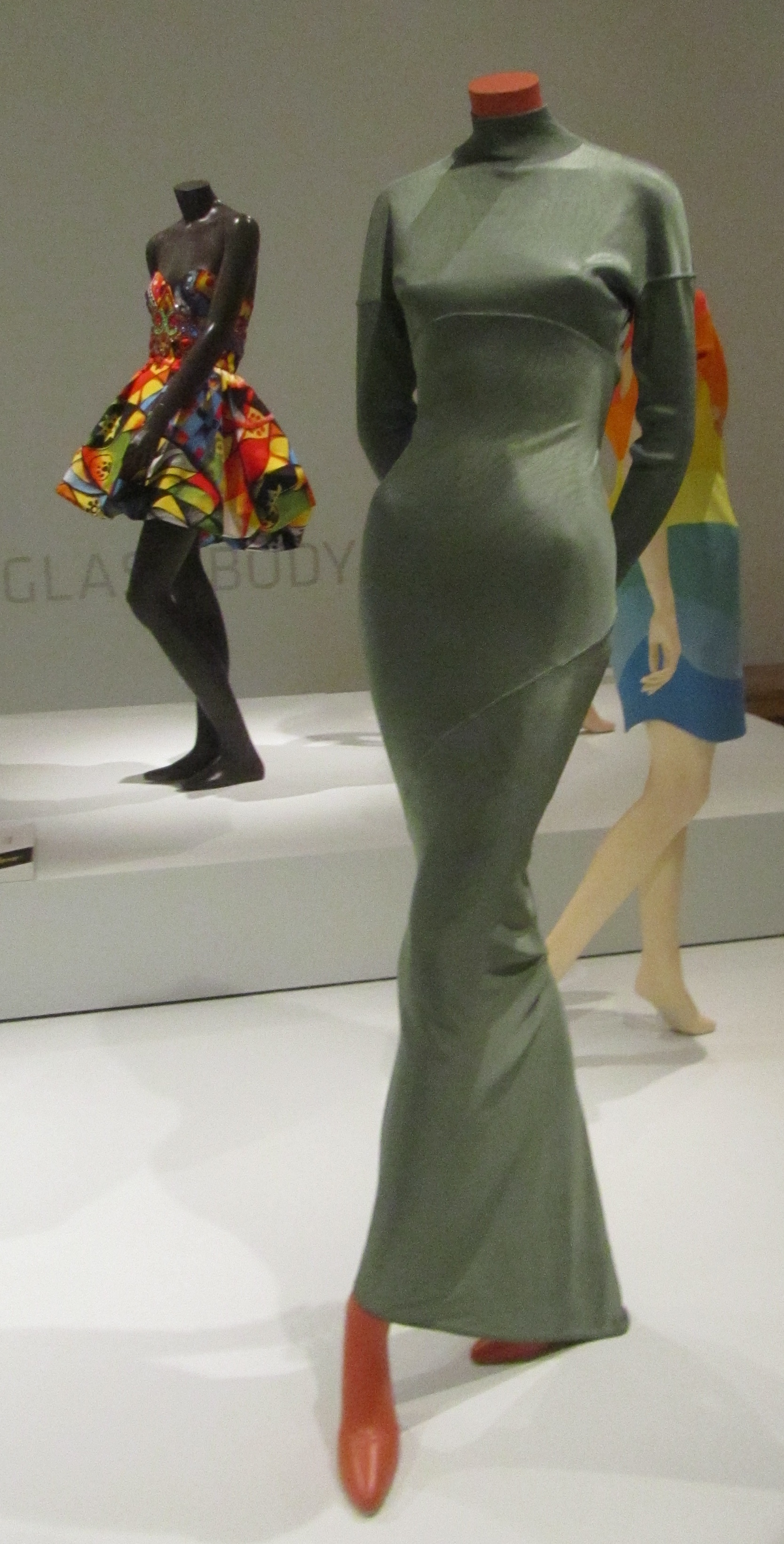
Een acetaatjurk van Azzedine Alaia, 1986-1987.

Azzedine Alaïa (عز الدين عليّة) (Jemmal, 26 februari 1935 – Parijs, 18 november 2017) was een Frans modeontwerper van Tunesische afkomst.

## Loopbaan
De in Jemmal (bij Monastir) geboren Alaïa kwam in de jaren na de onafhankelijkheid in 1956 van Tunesië naar Parijs. Na zich aanvankelijk als kleermaker met kleine klusjes op de been gehouden te hebben, rees zijn ster als couturier al snel. Hij werkte onder meer met Christian Dior, Guy Laroche en Thierry Mugler alvorens hij zijn eigen atelier begon. Zijn kleding werd gedragen door mode-iconen zoals Grace Jones, Tina Turner, Raquel Welch, Madonna, Brigitte Nielsen, Naomi Campbell, Stephanie Seymour, Miley Cyrus, Victoria Beckham, Carla Bruni, maar ook door o.a. Shakira, Janet Jackson, Michelle Obama. Campbell beschouwt hem zelfs als vader-figuur.
Hij werd in 1988 onderscheiden met het Legioen van Eer.
Alaïa heeft in Nederland twee keer geëxposeerd in het Groninger Museum, de laatste keer in 2012 onder de titel "Azzedine Alaïa in the 21th Century".
Hij overleed op 18 november 2017 in Parijs.
- Biblioteca Nacional de España: XX6033725
- Bibliothèque nationale de France: cb13188061j (data)
- Catàleg d'autoritats de noms i títols de Catalunya: 981058610472006706
- CiNii: DA12250854
- Gemeinsame Normdatei: 119353148
- International Standard Name Identifier: 0000 0001 0422 4050
- KulturNav: b8d9abbc-c77e-4d8e-8186-6b647fe15ba7
- Library of Congress Control Number: no98106238
- National Gallery of Victoria: 9324
- Nationale Bibliotheek van Tsjechië: osa20241240631
- Nationale Bibliotheek van Israël: 987012330012005171
- Nederlandse Thesaurus van Auteursnamen: 228163641
- Réseau des bibliothèques de Suisse occidentale: 02-A005632605
- RKD-Nederlands Instituut voor Kunstgeschiedenis: 130935
- Système universitaire de documentation: 080587747
- Union List of Artist Names: 500282307
- Virtual International Authority File: 77123608